# 12281 Chaumont
12281 Chaumont eller 1990 WA5 är en asteroid i huvudbältet som upptäcktes den 16 november 1990 av den belgiske astronomen Eric W. Elst vid La Silla-observatoriet. Den är uppkallad efter Chaumont i Frankrike.
Asteroiden har en diameter på ungefär 16 kilometer och den tillhör asteroidgruppen Padua.